# Nestáni
Nestáni (Nestani, Tsipiana) är en ort i Grekland.   Den ligger i prefekturen Arkadien och regionen Peloponnesos, i den södra delen av landet, 120 km väster om huvudstaden Aten. Nestáni ligger 636 meter över havet och antalet invånare är 486.
Terrängen runt Nestáni är kuperad åt sydväst, men åt nordost är den bergig. Runt Nestáni är det ganska tätbefolkat, med 86 invånare per kvadratkilometer. Närmaste större samhälle är Tripoli, 13,9 km sydväst om Nestáni. Trakten runt Nestáni består i huvudsak av gräsmarker.